# Castillo-Sopeña
Pour les articles homonymes, voir Gaztelu (homonymie) et Sopeña.
Castillo-Sopeña ou Gaztelu Haizkoeta en basque est un quartier appartenant à la municipalité d'Erriberagoitia dans la province d'Alava, situé dans la Communauté autonome basque en Espagne.